# Petr Fink
Petr Fink (28. června 1867 Plasy-Horní Hradiště – 13. března 1944 Holoubkov) byl český učitel a prozaik.

## Život
Narodil se v třetím manželství svého otce výminkáře Mikuláše Finka (1807) s Annou Soukupovou (1836) jako jediné dítě. Měl tři sourozence z prvního manželství otce s Marií Sinkulovou (1801–1838): Marii Vopatovou (1826), Josefa (1830), Jana (1834) a dva sourozence z druhého manželství otce s Marií Kočovou (1818): Vojtěcha (1843) a Václava (1849). Petr Fink byl dvakrát ženatý: nejdřív s Terezií Čejkovou (roku 1890) – měl čtyři děti: mj. Pavla (1891) a Aloise (1894). Po jejím úmrtí se 22. 8. 1917 oženil s Celestinou Pospíšilovou.
Základní vzdělání získal v Žebnici, Hodyni a v Kralovicích. Začal studovat reálné gymnázium v Plzni, ale přešel na učitelský ústav do Příbrami, maturoval roku 1886. Jako učitel vystřídal řadu obecných škol. Byly to postupně Cerhovice, Cheznovice, Svatá Dobrotivá a Hůrky, kde se r. 1905 stal řídícím učitelem. V této funkci působil také v letech 1919–1926 ve Svaté Dobrotivé. Po odchodu do důchodu žil v Rokycanech a v Holoubkově.
Na místech, kde působil, patřil k organizátorům kulturního života. Byl dobrým amatérským hudebníkem, hrál na několik nástrojů a pro své žáky organizoval hudební kroužky. Vřelý vztah měl také k amatérskému divadlu. Přispíval do regionálních periodik články s pedagogickou tematikou. Napsal mnoho povídek, obrázků a črt, ke kterým ho tematicky inspirovaly vlastní životní zkušenosti ze školního prostředí a ze života drobných venkovských lidí. Nejednou jsou laděny do smířlivého humoru. Většina jeho beletristických prací však zůstala roztroušena v novinách, časopisech a příležitostných publikacích. Psal do Národních listů, z regionálních periodik publikoval ve Stráži podbrdské, Žďáru aj.

## Dílo

### Spisy
- Růžové trny: žertovné obrázky z českých luhů – Pardubice: Jan Liebich, 1898
- Zaviněné hroby: román z ovzduší venkovského – Brno: Papežská knihtiskárna benediktinů rajhradských, 1900
- V lesním vzduchu: povídka pro mládež – ilustroval Karel Ladislav Thuma. Velké Meziříčí: Šašek a Frgala, 1901?
- Na strunách humoru: žertovné obrázky z českých luhů – Praha-Vinohrady: Jan Břetislav Hůrka, 1922
- Přes vlastní krev: rodinný román – Praha: Obrození, 1922
- Z denní lopoty: miniatury. Praha: Obrození, 1922
- Z lidské šachovnice: portréty – 1923[3]
- Výstřední svět – 1924[4]